# 剣山の大蛇
剣山の大蛇（つるぎさんのだいじゃ）は、徳島県にある剣山周辺に生息するとされる未確認生物（UMA）。

## 概要
1973年の5月、剣山山麓の美馬郡穴吹町（当時。現在は美馬市）の山中で町議会議員らが山仕事中に、全長約10メートル余り、直径30センチメートルほどの大蛇を目撃し、報告を受けた町役場などが周囲を捜索したところ、その大蛇が通った跡のようなものが発見されたという。
近隣の旧家に大蛇の頭蓋骨とされる骨が保存されているというエピソードは存在するものの、具体的な目撃例はこの一件のみである。
また、剣山のふもとに住んでいた男が大蛇に出会い、見事退治したが男はそのあと死んでしまい、周りの人が大蛇の恨みと考えたらしい。